# Бахчиванджи (платформа)
Бахчиванджи́ — остановочный пункт хордовой линии Мытищи — Фрязево Ярославского направления Московской железной дороги. Расположена в городе Щёлково Московской области.
Ранее (до 1987 года) называлась 41 км (по расстоянию от станции Москва-Пасс.-Ярославская), была переименована в честь Героя Советского Союза, советского лётчика-испытателя Г. Я. Бахчиванджи. Располагающийся рядом посёлок также называется Бахчиванджи (или Щёлково-4) — часть города Щёлково.
Не оборудована турникетами. В 2017 году проводилась реконструкция платформы.
Время движения от Ярославского вокзала — 1 часа 04 минуты (на экспрессе «РЭКС» — 46 минут), от станции Фрязево — около 40 минут.
В пешей доступности от платформы располагается Музей военной формы одежды.

## Общественный транспорт
Представлен исключительно автобусами и маршрутными такси (связывают Бахчиванджи с другими районами Щёлкова, а также с Москвой и населёнными пунктами Московской области).
- 5: Платформа Бахчиванджи — Соколово
- 9: Школа № 10 — Улица Беляева
- 25: Посёлок Биокомбината — Микрорайон Заречный
- 50: Питомник (Новофрязино) — Звёздный городок
- 380:  Щёлковская — Звёздный городок
- 380к:  Щёлковская — Звёздный городок — Леониха